# SCUBE1
SCUBE1‏ (Signal peptide, CUB domain and EGF like domain containing 1) هوَ بروتين يُشَفر بواسطة جين SCUBE1 في الإنسان.